# جیلدونه
جیلدونه (به ایتالیایی: Gildone) یک کومونه در ایتالیا است که در استان کامپوباسو واقع شده‌است.

## خصوصیات
جیلدونه ۲۹ کیلومترمربع مساحت و ۸۵۹ نفر جمعیت دارد و ۶۰۸ متر بالاتر از سطح دریا واقع شده‌است.